# 莽依圖
莽依圖（穆麟德轉寫：Manggitu，1634年—1680年），又稱蟒吉兔，兆佳氏，满洲镶白旗人，諡襄壯，他是清朝軍事將領，率军平定三藩之乱。

## 生平

### 早年征讨
莽依圖之父武达禅早年跟從征討明朝，并攻下任丘、濟陽，賜巴圖魯，授予牛录章京世职。既入关，授太原城守尉，不久去世。其子莽依圖繼承職位，順治七年，授騎都尉加一雲騎尉，后任三等輕車都尉（三等阿达哈哈番），順治十五年，跟從卓卜特攻下貴州，從都匀抵達盘江，攻破李定国防线，后官升二等輕車都尉。康熙二年，跟从靖西将军穆里玛，攻克李自成馀党李来亨等镇守的湖北茅麓山。凯旋回朝后，康熙三年，授江寧協領。

### 三藩之乱
康熙十三年，三藩之乱爆发，吴三桂攻陷湖南。莽依圖跟随镇南将军尼雅翰进攻岳州，在七里桥获胜。康熙十四年，吴三桂联合广西总兵马雄叛变，广东十座州府就失去四个。尚可喜请求朝廷出兵，康熙帝命尼雅翰率师赴广东，莽依圖署江寧副都統，在肇庆驻兵。部队刚抵达广东，尚可喜之子尚之信已经叛节联合吴三桂。康熙十五年，吴三桂命范齐韩等人率兵围困肇庆，莽依图率兵突围，且战且退，随后在江西驻兵。莽依圖听闻吴三桂派兵黄士标进攻信丰，于是率援兵出动，偷袭吴三桂军后部，与信丰城中合击，吴三桂军撤退，随后莽依图与会镇南将军觉罗舒恕，解围南康。
康熙十六年三月，康熙帝命舒恕留兵镇守赣州，而授莽依图署江宁副都统，代舒恕佩镇南将军印，帅部队再次进攻广东，并派以额赫讷、穆成额参赞军事。大军从南康进攻南安，再进攻南雄，吴三桂部队皆出城迎降，尚之信亦率所属籓兵归顺。莽依图于是计划逾岭进攻韶州，控制江西广东的咽喉之地。吴三桂帅胡国柱、马宝以万馀人攻城，均被莽依图击退。此时江宁将军额楚援兵抵达，两军合力进攻，吴三桂军大败。莽依图趁势攻下风门澳、乐昌、仁化等地。
当时傅弘烈佩抚蛮灭寇将军印，担任广西巡抚，拥有义兵五千人。莽依图担心其力量不足，于是派遣副都统额赫讷率领八千部队，抵达梧州辅佐傅弘烈。然而尚之信却不提供船只，致使大军迟迟不能抵达。康熙十七年二月，莽依图进攻平乐，围城苦战最终只能撤退中山镇，莽依图遂和傅弘烈互相弹劾，康熙帝安慰两人。莽依图率兵回守梧州，引咎请罢将军，康熙帝批评后仍命其留任。康熙十八年，吴三桂之孙吴世琮进攻梧州，被莽依图与傅弘烈合兵击退，清军趁势攻占桂林。
吴三桂部下马承廕以南宁全城归降，吴世琮从梧州兵败回去后，就选择力攻南宁府。此时莽依图生病，听闻战警后，督军快速驰援。莽依图派遣额楚、额赫讷率领先锋进攻，而自己则与舒恕麾大军进攻，并派遣部队在山后断吴世琮归路。叛军大败，吴世琮重伤，只带着数十骑逃跑。南宁府解围。当时，康熙帝命大军聚此，进攻吴三桂本营云南贵州，然而莽依图揣测马承廕虽然归降，但心怀叵测，请求暂时在南宁驻军。于是康熙帝命简亲王喇布镇守桂林，莽依图和都统希福军则缓慢进军。康熙十九年，授任護軍統領。不久，马承廕果然在柳州叛变，傅弘烈遇害。莽依图率军抵达宜宾，马承廕摆出象阵迎战。莽依图则以劲弩射击，大象惊恐后向回狂奔，叛军乱阵，清军遂趁机进攻，叛军大败，马承廕只能投降。然而，莽依图此时病情加重，同年八月，莽依图在军中去世。友镶黄旗满洲顧八代作缅怀组诗《哭镇南将军》（载顧八代《敬一堂诗钞》）。

### 身后
莽依图从小听从母亲教导，不杀降军不扰民，莽依图终身都听从此言，人称“仁义将军”。去世后，南宁百姓绘制他的肖像祭祀。三藩之乱平定后，朝廷追论莽依图失律的罪过。然而康熙帝则以莽依图率领多次战斗，而且从不干扰百姓，于是释罪，夺恩诏所加世职，以原授拜他喇布勒哈番兼拖沙喇哈番，给予其弟博和里。博和里则不愿独吞兄的战功，上疏请改，于是改为莽依图孙布瞻阿继袭。乾隆元年，追谥襄壮。

## 家庭
- 父武达禅。“武達禪巴圗魯，鑲白旗人，舒賽親叔鄂泰之孫也，由閒散過北京征山東，……賜巴圗魯號，授騎都尉遇，恩詔加一雲騎尉，卒。其子莽依圗襲職，兩遇恩詔加至二等輕車都尉，歴任䕶軍統領、鎮南將軍”（载《八旗滿洲氏族通譜》卷31）。又“舒賽，鑲白旗人，世居瑚普察地方，國初來歸，設佐領使統之。其子都沙原任長史兼佐領，圗什塔原任頭等侍衛”（载《八旗滿洲氏族通譜》卷31）。舒賽家族世袭镶白旗满洲第四㕘领第四、五世管佐领（载《钦定八旗通志》）。

## 延伸阅读
[在维基数据编辑]
 《清史稿/卷254》，出自趙爾巽《清史稿》